# Prva ženska sklanjatev
| 1. ženska sklanjatev |        |          |          |
| Sklon\Število        | Ednina | Dvojina  | Množina  |
| Imenovalnik          | lipa   | lipi     | lipe     |
| Rodilnik             | lipe   | lip      | lip      |
| Dajalnik             | lipi   | lipama   | lipam    |
| Tožilnik             | lipo   | lipi     | lipe     |
| Mestnik              | o lipi | o lipah  | o lipah  |
| Orodnik              | z lipo | z lipama | z lipami |

V prvo žensko sklanjatev spadajo samostalniki ženskega spola, ki imajo v rodilniku ednine končnico –e (npr. lip-a/lip-e).
Tako se sklanja večina samostalnikov, nekaj pa je izjem.

## Posebnosti prve ženske sklanjatve

### Posebnosti v končnici
- gospa (končnica se spreminja v večini sklonov),
- samostalniki ženskega spola s končnico –ev (sklanjanje po vzorcu: bukev bukve bukvi bukev o bukvi z bukvijo),
- mati, hči – od rodilnika dalje podaljšujeta osnovo z  -er- (mat-er-e, hč-er-e),
- namesto končnice -a so možne tudi druge glasovne končnice (-o ali -e: Klio, Melpomene) ali neglasovne (npr. Ruth, rod. Ruthe, daj. Ruthi; med neglasovne končnice spada tudi nemi e, npr. Marguerite, rod. Marguerite, daj. Margueriti – tovrstna osebna ženska imena se lahko sklanjajo sicer po 3. ženski sklanjatvi).

### Posebnosti v osnovi
- vrivanje polglasnika v osnovo v rodilniku dvojine in množine oziroma -i- pred -j (vožnja/voženj, ladja/ladij),
- izpad polglasnika samostalnikov s končnico -ev (bukev/bukve).